# Васудео С. Ґаїтонде
Васудео С. Ґаїтонде (маратхі वासुदेव गायतोंडे, англ. Vasudeo S. Gaitonde, 1924 —10 серпня 2001) — індійський художник-абстракціоніст.

## Життєпис
Народився у м.Наґпур (сучасний штат Махараштра, Індія). Про молоді роки мало відомостей. Замолоду виявив інтерес до малювання. У 1943 році переїздить до Бомбею, де у 1948 році закінчує відому художню школу Джей-Джей. Незабаром долучився до місцевої Групи прогресивних художників.
У 1956 році брав участь у серії виставок індійського мистецтва, що проходили в країнах Східної Європи. Згодом Ґаїтонде — учасник групових виставок у художній галереї «Ґрем» (Graham Art Gallery) в Нью-Йорку у 1959 й 1963 роках. У 1957 році отримує першу премію на виставці молодих азійських художників у Токіо. У 1959 році проводить персональну виставку в Нью-Делі. У 1964 році стає стипендіатом Фонду Рокфеллера. Його запрошують відвідати США. Тут, у Нью-Йорку, у 1965 році проводить другу персональну виставку. У 1966, 1967, 1970, 1973, 1974, 1977, 1980 роках виставляється на персональних виставках у Мумбаї.
У 1971 році уряд Індії нагороджує художника найвищою нагородою у галузі мистецтва — Падма Шрі. У 1971 та 1973 роках проходять персональні виставки у Нью-Делі. Помер 10 серпня 2001 року у Делі.

## Творчість
У своїх картинах поєднував традиції західного абстракціонізму з індійськими мотивами. Значний вплив на діяльність майстра справила філософія дзен та стародавня східна каліграфія. Відзначався ретельністю у написані своїх робіт. Цікавими є картини «Портрет Бхану», «Живопис», «Два обличчя» та «Культура». Особливістю є те, що значній частині своїх робіт автор зовсім не надав назви. Переважна більшість їх намальована олійними фарбами.